# Славейково (Габровская область)
Славейково (болг. Славейково) — село в Болгарии. Находится в Габровской области, входит в общину Дряново. Население составляет 65 человек.

## Политическая ситуация
Кмет (мэр) общины Дряново — Иван Илиев Николов (независимый) по результатам выборов в правление общины.